# منتخب عمان لكرة القدم الشاطئية
منتخب عمان لكرة القدم الشاطئية (بالإنجليزية: Oman national beach soccer team)‏ ، هي منتخب وطني لكرة القدم الشاطئية في سلطنة عمان، حققت دورة كرة القدم الشاطئية الآسيوية مرة واحدة عام 2008م.

## مصدر
1. ↑  "FIFA Beach Soccer World Cup: Oman - Squad List - FIFA.com". مؤرشف من الأصل في 2012-11-12.

## وصلة خارجية
- Squad